# Betriebsbahnhof

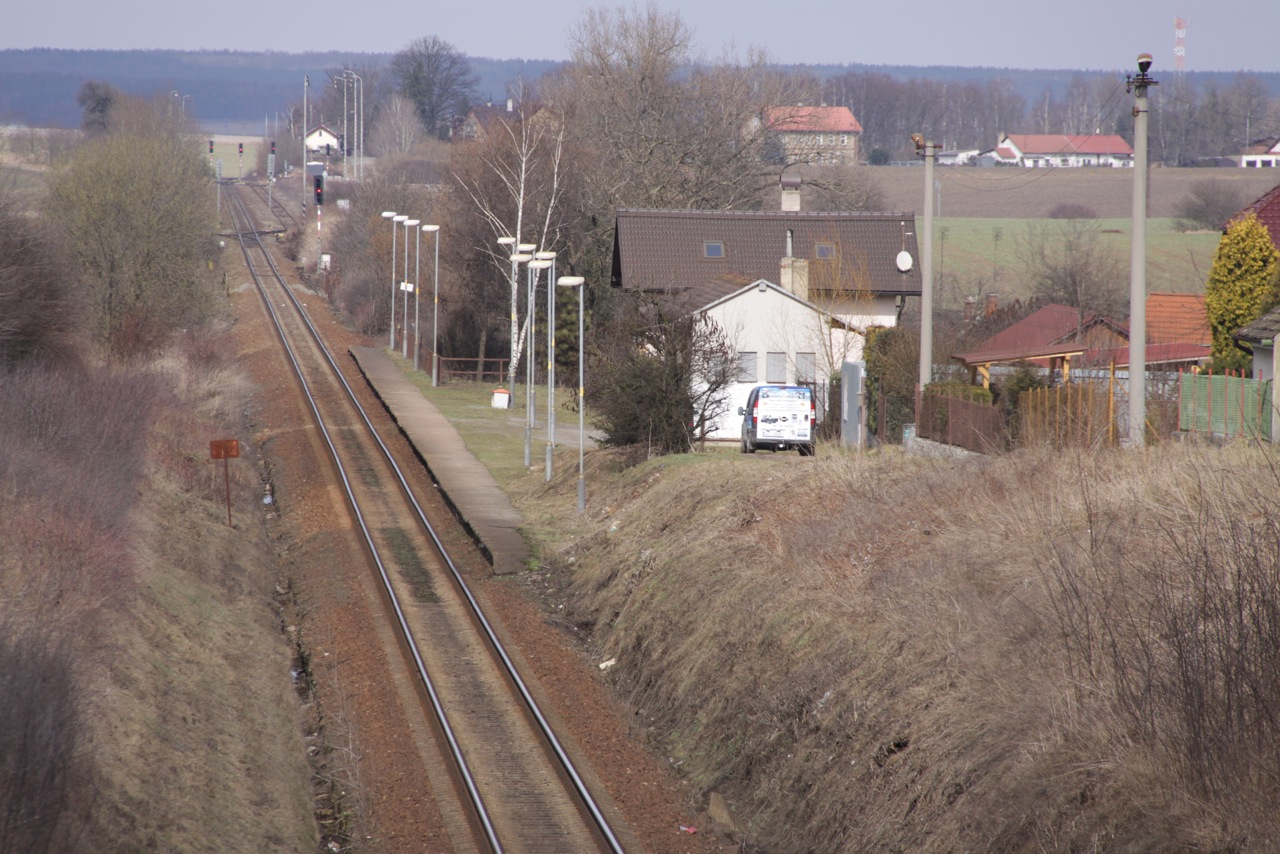
Die Ausweichstelle (výhybna) Chotěšov u Stoda liegt mit drei Gleisen an der Bahnstrecke Plzeň–Furth im Wald in Tschechien. Die Haltestelle für den Personenverkehr liegt deutlich außerhalb des Bahnhofes, der durch seine Einfahrsignale begrenzt ist. (2011)

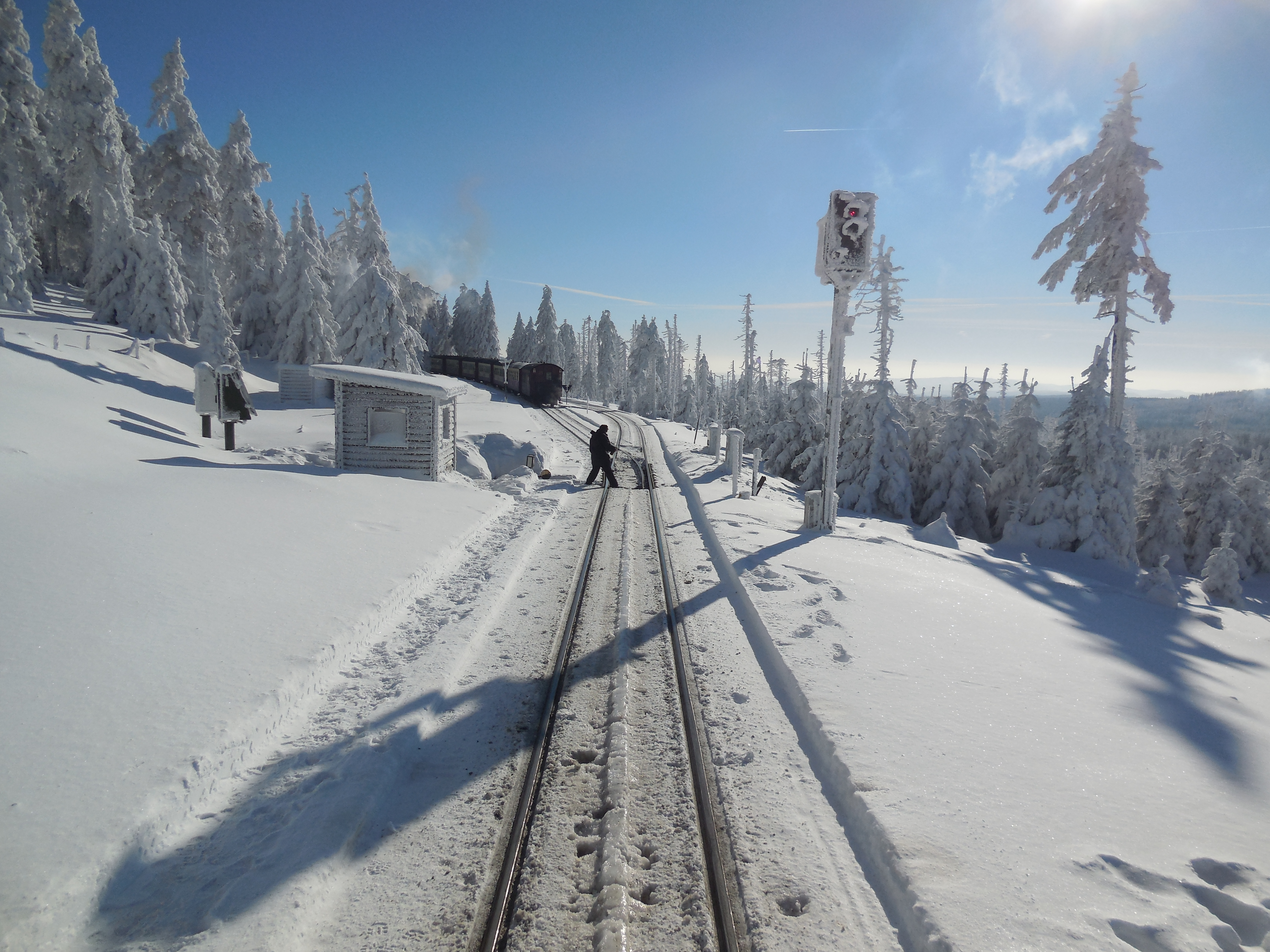
Minimalform: Der Bahnhof Goetheweg besitzt nur eine Weiche.

Ein Betriebsbahnhof (Abkürzung: Bbf), in der Schweiz als Dienstbahnhof bezeichnet, ist ein Bahnhof, der ausschließlich betriebliche Aufgaben erfüllt. Es gibt keine verkehrlichen Anlagen für den Personen- und Güterverkehr.
Typische Betriebsbahnhöfe dienen auf eingleisigen Strecken den Zugkreuzungen sich begegnender Züge oder sie ermöglichen es schnelleren Zügen, langsamere zu überholen, sogenannte Überholbahnhöfe. In Tschechien und der Slowakei werden solche Betriebsstellen als Ausweichstelle (tschechisch výhybna, slowakisch výhybňa) bezeichnet. Auch Zugbildungsbahnhöfe ohne verkehrliche Aufgaben sind Betriebsbahnhöfe. Eine Sonderform sind Abstellbahnhöfe, wo insbesondere Reisezüge für ihre nächsten Einsätze vorbereitet werden. Sie sind oft Teil eines Bahnhofes und keine eigene Betriebsstelle.